# John Wisdom
Arthur John Terence Dibben Wisdom, beter bekend als John Wisdom (Leyton, 12 september 1904 - Cambridge, 9 december 1993), was een Brits filosoof en vertegenwoordiger van de ordinary language philosophy. Verder verrichtte hij ook nog onderzoek in de filosofie van de geest en de metafysica. Zijn werk is sterk beïnvloed door G.E. Moore, Bertrand Russell, Ludwig Wittgenstein, maar ook door de psychoanalyse van Sigmund Freud. Hij is verder bekend om de door hem geformuleerde parabel van de onzichtbare tuinman.

## Leven
Wisdom werd geboren in een Anglicaans domineesgezin op 12 september 1904 in Leyton, Essex. Hij studeerde aan de Aldeburgh Lodge School. In 1921 begint zijn studie moraalfilosofie aan Cambridge en hier volgde hij ook colleges bij G.E. Moore, C. D. Broad en John McTaggart, die elk hun stempel op het werk van Wisdom zouden zetten. Na deze studie, in 1924, was hij voor vijf jaar lang verbonden met het Britse National Institute of Industrial Psychology om uiteindelijk in 1929 een baan te accepteren aan de universiteit van St Andrews in het departement van logica en metafysica. Door zijn vroege publicaties, zoals Problems of Mind and Matter (1934), werd Wisdom bekend vertegenwoordiger van de analytische filosofie in de stijl zoals Russell, Moore en Wittgenstein die uitwerkten. 
In 1934 nam Wisdom de stoel van docent in de praktische filosofie in Cambridge aan en werd hij Fellow aan het Trinity College waardoor hij in contact kwam met Wittgenstein, die zich toen reeds van zijn vroege filosofie en logisch atomisme had gedistantieerd. Grotendeels omdat Wittgenstein in deze periode niets meer publiceerde, gelden vooral Wisdoms geschriften als toonaangevend voor de analytische filosofie van die tijd. Na de dood van Wittgenstein, in 1951, nam Wisdom in 1952 diens leerstoel over die hij behield tot 1968 om dan te verhuizen naar de universiteit van Oregon. Na zijn emeritaat leefde hij in Cambridge tot aan zijn dood. Hij stierf op 9 december 1993 op 89-jarige leeftijd.
Door zijn leven heen was Wisdom tweemaal getrouwd: in 1929 met de Zuid-Afrikaanse zangeres Molly Iverson waaruit in 1932 een zoon, Thomas, werd geboren en in 1950 met de schilderes Pamela Elspeth Strain. Zijn eerste vrouw verliet hem en verhuisde samen met hun zoon Thomas rond de Tweede Wereldoorlog naar Canada, waarna de scheiding volgde. Verder was hij ook een enorme paardenliefhebber en hield van paardenraces.

## Filosofie
Al vroeg in zijn werk, bijvoorbeeld in Problems of Mind and Matter (1934), zet Wisdom zijn versie van de taalanalyse, typerend voor de analytische filosofie, uiteen. In de jaren 30 en 40 vertoonde zijn werk al de trekken van wat later de door Wittgenstein uitgewerkte positie van de ordinary language philosophy zou worden.
In het werk van Wisdom werd deze Wittgensteiniaanse taalanalyse gecombineerd met de common sense filosofie van Moore. Hij was het eens met Wittgenstein, dat filosofische problemen door analyse en het corrigeren van het taalgebruik kunnen worden opgelost, maar hij accepteerde toch het bestaan van metafysische uitspraken, zelfs als ze geen enkel empirische element hebben, zolang ze maar niet geheel onzinnig zijn. Hij deed dit vooral omdat hij vond dat men meer aandacht moest hebben voor de verschillende vormen van proposities en de achterliggende epistemische en logische mechanismen, in plaats van ze allemaal meteen op een hoop te gooien en te verwerpen zoals het logisch positivisme dat deed. Metafysische debatten hielden voor hem altijd een dialectiek tussen enerzijds de realisten en anderzijds de sceptici en revisionisten in. 
Volledig in de lijn met de ordinary language philosophy stelde Wisdom dat filosofische problemen nooit een empirische of formeel-logische oplossing konden hebben, maar dat het probleem op zich altijd voortkwam door de beperkingen van de taal. De taak van de filosoof was deze beperkingen te onderzoeken en te onthullen. Het is echter ook op dit punt dat hij een verband ziet tussen deze taalanalyse en de psychoanalyse: de drang om onoplosbare filosofische vragen te stellen is analoog met een neurose een symptoom van dieper liggende problemen en mechanismen, die de filosoof moet blootleggen. Grotendeels om die reden is de metafysica dan ook geen onzin: zij moet altijd begrepen worden als een symptoom. De taak van de filosoof is dus niet enkel taalanalyse en het verkeerd gebruik van de gewone taal aan het licht brengen, maar ook altijd op zoek gaan naar waarom de persoon in kwestie deze onzin uitkraamt.

## Invloed
Ondanks het feit dat Wisdom in de jaren 60 van de 20e eeuw een van de bekendste en belangrijkste vertegenwoordigers van de analytische filosofie was, geniet hij vandaag de dag nog amper enige bekendheid. Grotendeels is dit te wijten aan de publicatie van de postume werken van Wittgenstein, zoals Filosofische onderzoekingen (1953), en de opkomst van de 'Oxford School' met onder anderen John Austin en Gilbert Ryle als grootste vertegenwoordiger van de ordinary language philosophy, die het werk van Wisdom langzamerhand overschaduwden.